# Matthieu Rebeaud
Pas d'image ? Cliquez ici
Mat Rebeaud, né le 29 juillet 1982 à Payerne, en Suisse, est un pilote de supercross, motocross, et surtout freestyle. Il est l'un des pionniers du FMX (freestyle motocross) en Europe.

## Biographie
Né à Payerne en 1982, il commence le motocross à quatre ans. Très vite il participe aux courses régionales puis nationales où il se bat notamment avec Julien Bill sur la piste de cross de Payerne dans la catégories 80 cm³, puis 125 cm³. Les deux jeunes prodiges nationaux prendront des chemins différents, car Matthieu quittera peu à peu les pistes de cross pour suivre la vague freestyle. 
Mat, de son côté, participe de plus en plus aux contests et demos de FMX. Tentant sa chance dans le motocross professionnel à l'âge de 20 ans, il délaisse petit à petit l'entraînement cross pour travailler ses tricks freestyle. Le déclic vient probablement lorsqu'il remporte, en 2005, la "Night of the jumps", il consacre ensuite sa carrière à cette nouvelle discipline.
Mat part s'établir aux États-Unis pour pratiquer son sport et côtoyer les meilleurs freestyler FMX, il s'y impose rapidement comme l'un des leaders de la discipline[réf. nécessaire]. Il voyage aujourd'hui entre les États-Unis et l'Europe pour participer aux événements et compétitions de FMX.

## Tricks inventé en FMX
- underflip

## Palmarès
- 1999 :
- 2000 :
- 2002 :
- 2003 :
- 2005 :
- 2006 :
  - Victoire au Red Bull X-fighters de Mexico.
  - 2e au Winter X-Game : Moto X Best Trick.
  - 2e au X Game 12 : Moto X Best Trick
- 2007 : 
  - 2e au Red Bull X-Fighters Series Overall.
  - 2e au Red Bull X-Fighters de Madrid.
  - 2e au Red Bull X-Fighters de Dublin.
- 2008 :
  - Champion du Red Bull X-Fighters Series Overall.
  - Victoire au Red Bull X-fighters de Mexico.
  - Victoire au Red Bull X-fighters du Texas.
  - Victoire au Red Bull X-fighters de Madrid.
  - Victoire au Red Bull X-fighters Germany.
  - 2e au Red Bull X-fighters de Rio
  - 2e au X-Games 14 Freestyle Moto X.
- 2009 :
- 2010 :